# Delitto a Mulhouse
Delitto a Mulhouse (Meurtres à Mulhouse) è un film TV diretto da Delphine Lemoine e scritto da Jérôme Amory e François Guérin. È un episodio del ciclo poliziesco Delitto a... (Meurtres à...).

## Trama
Durante la visita ad un'antica miniera di potassio, la guida e i visitatori scoprono il cadavere di una donna sotto un cumulo di polvere. Il tenente di gendarmeria Sandra Bauer si reca alla miniera dove incontra il suo assistente Laurent Bourbon e la squadra forense. La vittima ha  una ferita alla testa e qualcuno le ha scarnificato un dito indice. Inoltre la donna morta è la compagna di Emilie Kern, l'avvocato dell' ex marito della poliziotta.

## Pubblico
Francia: 4,8 milioni di spettatori alla prima emissione, l'audience consolidata raggiunge i 5,4 milioni (25,4% di audience)